# 丸山 (中野區)
丸山（日语：／ Maruyama */?）是東京都中野區的地名。現行行政地名為丸山一丁目與丸山二丁目。 2013年10月1日為止的人口有4,809人。郵遞區號165-0021。

## 地理
位於中野區北部。町域部鄰練馬區豐玉南。東部鄰中野區江古田，南部與中野區野方之間以新青梅街道為界。西部鄰中野區鷺宮。西北部一部分接練馬區中村南。環七通貫穿町域中央。町內以住宅地為主。關東巴士丸山營業所位於相鄰的江古田一丁目。町域內環狀七號線與新青梅街道的路口易阻塞。

## 歷史

### 地名由來
來自古時此地的丸山組。

## 交通
町域內沒有鐵路車站，可利用西武新宿線野方站，也可利用環七通與新青梅街道的巴士。

## 設施
- 東京消防廳野方消防署本署（救急隊2）
- 中野北郵便局

## 備註
1. ↑  .   [2013-10-08]. （原始内容存档于2015-06-10）.